# Jackie und Jill – Die Bärenkinder vom Berg Tarak
Jackie und Jill – Die Bärenkinder vom Berg Tarak (jap. シートン動物記　くまの子ジャッキー, Seton dōbutsuki – Kuma no ko Jakkī, wörtlich: „Seton-Tiergeschichten – Bärenkind Jackie“) ist eine Anime-Serie, die von Nippon Animation im Jahre 1977 in Japan unter der Regie von Yoshio Kuroda produziert wurde. Sie entstand auf der Grundlage der Bücher Jack, der junge Grislybär und Monarch, der Riesenbär: Die Lebensgeschichte eines Einzelgängers (Monarch – The Big Bear of Tallac) von Ernest Thompson Seton.
Die 26-teilige Zeichentrickserie spielt im Osten Kaliforniens und handelt von der Freundschaft zwischen zwei verwaisten Bärenkindern und dem Indianerjungen Ran.

## Veröffentlichung
Kurz nach der Erstausstrahlung in Japan erhielt der Anime den Cultural Award for Children’s Welfare des japanischen Ministeriums für Gesundheit und Soziales (heute: Ministerium für Gesundheit, Arbeit und Soziales). Aufgrund des Erfolges wurde zwei Jahre später mit der Serie Puschel, das Eichhorn ein weiterer Roman von Seton verfilmt.
Die deutsche Erstausstrahlung erfolgte vom 4. Oktober 1988 bis zum 28. März 1989 bei dem damals noch jungen Privatsender Sat.1. Die Serie war ein Programmlieferungsbeitrag von der Kirch-Gruppe, die sich die Rechte für die Lizenzvergabe an europäische Fernsehsender gesichert hatte. Von 1990 bis 1994 wurde Jackie und Jill bei ProSieben und Kabelkanal noch insgesamt dreimal wiederholt und kehrte bis heute nicht mehr ins kostenlose Fernsehen zurück. Seit 2002 sind die 26 Folgen immerhin regelmäßig im Frühprogramm des Pay-TV-Senders Junior (Premiere) zu sehen. Eine deutsche DVD-Ausgabe wird seit dem 28. September 2009 von Studio100 veröffentlicht.

## Synchronsprecher
| Charakter (jp./dt.) | Japanischer Synchronsprecher (Seiyū) | Deutsche Sprecher        |
| ------------------- | ------------------------------------ | ------------------------ |
| Jacky/Jackie        | Noriko Tsukase                       |                          |
| Jill                | Keiko Yokozawa                       |                          |
| Alice               | Yō Inoue                             |                          |
| Keryan              | Jun Katsumi                          | Thomas Wolff             |
| Pinto/Pintow        | Haru Endō                            | Sonja Deutsch            |
| Rocky               | Ichirō Nagai                         | Friedrich Georg Beckhaus |
| Ron                 | Yoshiko Matsuo                       |                          |
| Erzähler            | Hitoshi Takagi                       | Joachim Nottke           |